# Saint-Félix-de-Tournegat
Saint-Félix-de-Tournegat (okzitanisch Sant Felitz de Tornagat) ist eine französische Gemeinde mit 152 Einwohnern (Stand 1. Januar 2022) im Département Ariège in der Region Okzitanien. Sie gehört zum Kanton Mirepoix und zum Arrondissement Pamiers. 
Sie grenzt im Nordwesten an La Bastide-de-Lordat, im Norden an Lapenne, im Osten an Manses, im Südosten an Teilhet, im Süden an Vals, im Südwesten an Les Pujols (Berührungspunkt) und Saint-Amadou sowie im Westen an Ludiès und Le Carlaret.

## Bevölkerungsentwicklung

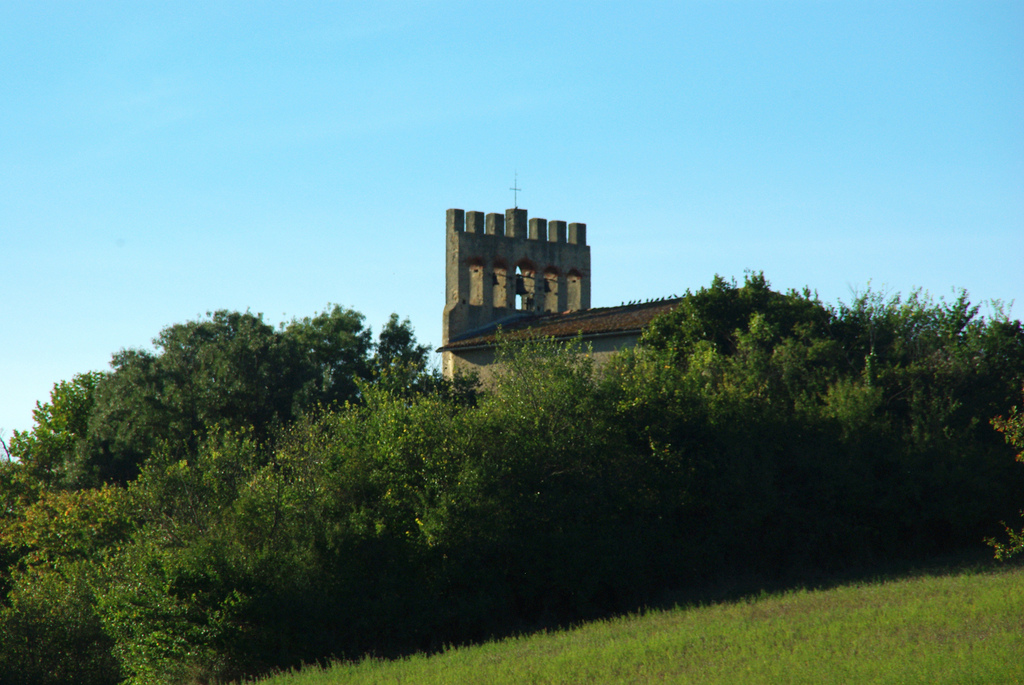
Kirche Saint-Félix, Monument historique seit 1993

| Jahr                       | 1962 | 1968 | 1975 | 1982 | 1990 | 1999 | 2008 | 2016 |
| -------------------------- | ---- | ---- | ---- | ---- | ---- | ---- | ---- | ---- |
| Einwohner                  | 138  | 131  | 88   | 97   | 104  | 117  | 136  | 137  |
| Quellen: Cassini und INSEE |      |      |      |      |      |      |      |      |